# Empis ciliata
Empis ciliata là một loài ruồi, trong họ Empididae. Nó được tìm thấy ở Tây Âu, up to cộng hòa Séc in the east.

## Hình ảnh

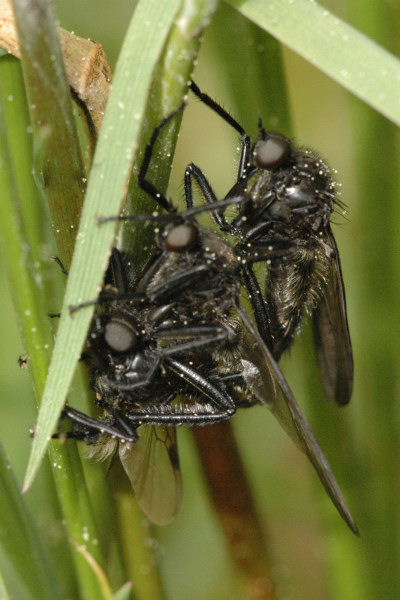
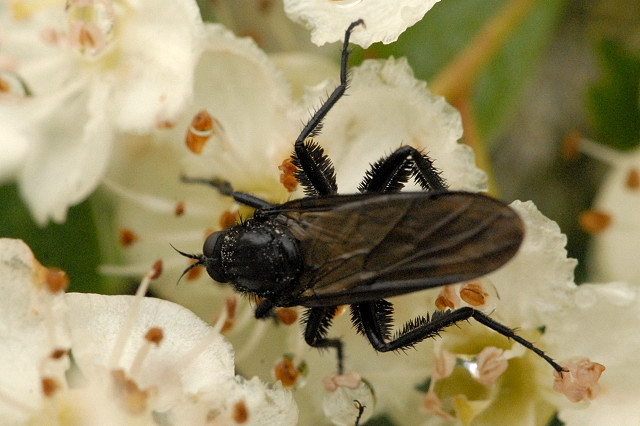
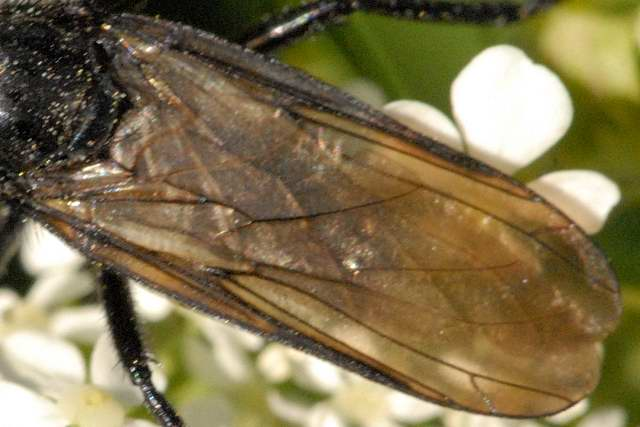